# Enolether

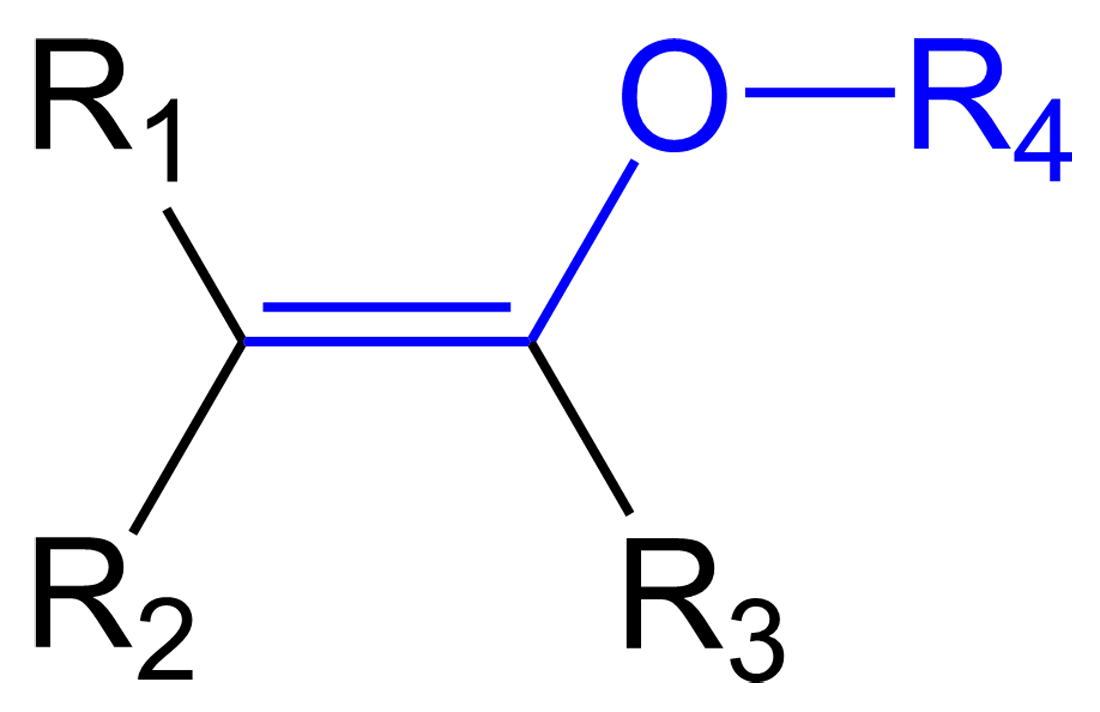
Algemene structuurformule van een enolether.

Een enolether is een organische verbinding, bestaande uit een alkeen waarop rechtstreeks een alkoxygroep is gebonden. Er wordt ook weleens gesproken over een vastgelegd enol. Een enol als zodanig is zelden stabiel en tautomeriseert naar het overeenkomstige keton. Door het waterstofatoom te vervangen door een alkyl- of arylgroep (R4) wordt deze tautomerie tegengegaan.
Enolethers en de verwante enamines zijn door de aanwezigheid van een elektronenstuwende groep op de dubbele binding geactiveerde alkenen. Door resonantie met het vrij elektronenpaar op zuurstof ontstaat daarbij een oxonium-ion. Vandaar worden enolethers vaak aangewend in diels-alderreacties. Zij kunnen ook gepolymeriseerd worden en spelen een centrale rol bij de Claisen-omlegging.

## Synthese
In het laboratorium kunnen enolethers bereid worden door reactie van een carbonzure ester met het Tebbe-reagens. Op industriële schaal worden zij bereid door de additie van een alcohol aan de drievoudige binding in ethyn:
{\displaystyle \mathrm {HC{\equiv }CH\ +\ R{-}OH\ \longrightarrow \ H_{2}C{=}CH{-}O{-}R} }
Daarbij wordt een base als katalysator gebruikt.
Cyclische enolethers kunnen bereid worden door de Birch-reductie van een alkoxygesubstitueerd benzeenderivaat.

## Reactiviteit
Het α-waterstofatoom van een enolether (1) kan gedeprotoneerd worden met tert-butyllithium, waardoor het equivalent van een acyl-anion (2) ontstaat. De alkylering met een halogeenalkaan, gevolgd door zure hydrolyse leidt tot vorming van een keton (3):
Deze reactie is een vorm van umpolung van de carbonylgroep.

## Silylenolethers
Silylenolethers zijn enolethers waarbij de alkyl- of arylgroep is vervangen door een silylgroep. Dergelijke verbindingen worden voornamelijk gebruikt om een ketoverbinding tijdelijk in de enolvorm te behouden.